# Elsa Cavelti
Elsa Cavelti   (Rorschach, 4 de maig de 1907 - Basilea, 10 d'agost de 2001) va ser una contralt i mezzosoprano suïssa d'òpera, qui temporalment també va exercir com a soprano dramàtica. Va treballar en teatres d'òpera d'Alemanya i Suïssa. Va ser professora de cant a Frankfurt. El 2008 el consell de la ciutat del districte de Seebach va nomenar un camí en el seu honor, el Elsa-Cavelti-Weg.

## Carrera professional
Elsa Cavelti va estudiar inicialment a Zuric, després a Frankfurt, amb Res Fischer, i a Viena amb Otto Iro. Va debutar teatralment el 1936 a l'Stadttheater Kattowitz de Silèsia i es va traslladar a l'Òpera de Frankfurt el 1938. Va continuar la seva carrera a l'Oberschlesischen Landestheater de Bytom, de 1939 a 1942, i a l'Opernhaus de Düsseldorf, de 1942 a 1944. Va aparèixer com a convidada a la Semperoper el 1939.
El 1944 va tornar a Suïssa, cantant com la principal contralt dramàtica al Teatre d'Òpera de Zúric. Va aparèixer com a Brangäne de Tristan und Isolde de Richard Wagner, com a Fricka de Die Walküre, com a Ortrud de Lohengrin i en el paper principal (Octavian) de Der Rosenkavalier de Richard Strauss, entre d'altres actuacions. El 1949 va participar en l'estrena de Die schwarze Spinne de Willy Burkhard. El mateix any va actuar a L'incoronazione di Poppea de Claudio Monteverdi, tant al Teatre Olímpic de Vicenza com a La Fenice de Venècia. Va actuar com a convidada a La Scala de Milà diverses vegades, incloses actuacions com a Octavian, Brangäne, Venus de Tannhäuser de Wagner i el paper principal de Judith d'Honegger. Va aparèixer com a convidada en l'Òpera Estatal de Viena, a Bèlgica, França, Regne Unit, Argentina, Espanya i els Estats Units d'Amèrica.
Al Gran Teatre del Liceu de Barcelona va actuar en la temporada 1948-1949.
El 1959 va estudiar per ser soprano dramàtica. Les seves actuacions van incloure el paper principal de Fidelio de Beethoven, Brünnhilde a Der Ring des Nibelungen de Wagner i Marschallin a Der Rosenkavalier. També va aparèixer al Festival de Bayreuth de 1966 com la segona Norn del Götterdämmerung de Wagner.
Cavelti també va ser cantant d'oratoris i lied. Va cantar el 1945 a l'estrena de Christoph Rilke Weise von Liebe und Tod des Cornets de Frank Martin, i diverses cançons d'Othmar Schoeck per primera vegada. Va ser una influent professora de cant. A partir de 1970 va ensenyar a la Musikhochschule Frankfurt i més tard a Basilea. Entre els seus alumnes hi ha Claudia Eder, Eva Lind, Gabriele Schnaut, Ortrun Wenkel i Ruth Ziesak.